# Coupe du monde de cyclo-cross 2001-2002
Navigation
2000-2001 2002-2003
La 9e édition de la coupe du monde de cyclo-cross s'est déroulée entre les mois de novembre 2001 et janvier 2002. Elle comprenait six manches disputées par les hommes. Le classement général a été remporté pour la deuxième fois par le Belge Sven Nys.

## Résultats
| #  | Lieu             | Date        | Vainqueur           | Deuxième        | Troisième           |
| -- | ---------------- | ----------- | ------------------- | --------------- | ------------------- |
| 1. | Monopoli         | 17 novembre | Sven Nys            | Bart Wellens    | Daniele Pontoni     |
| 2. | Igorre           | 2 décembre  | Sven Nys            | Bart Wellens    | Erwin Vervecken     |
| 3. | Wortegem-Petegem | 16 décembre | Mario De Clercq     | Sven Nys        | Ben Berden          |
| 4. | Nommay           | 6 janvier   | Erwin Vervecken     | Mario De Clercq | Richard Groenendaal |
| 5. | Wetzikon         | 20 janvier  | Sven Nys            | Mario De Clercq | Erwin Vervecken     |
| 6. | Heerlen          | 27 janvier  | Richard Groenendaal | Mario De Clercq | Bart Wellens        |

## Classement final
|    | Coureur             | Pays     | Pts |
| 1  | Sven Nys            | Belgique | 282 |
| 2  | Mario De Clercq     | Belgique | 270 |
| 3  | Bart Wellens        | Belgique | 241 |
| 4  | Richard Groenendaal | Pays-Bas | 238 |
| 5  | Erwin Vervecken     | Belgique | 225 |
| 6  | Jiří Pospíšil       | Tchéquie | 150 |
| 7  | Tom Vannoppen       | Belgique | 147 |
| 8  | Wim de Vos          | Pays-Bas | 143 |
| 9  | Gerben de Knegt     | Pays-Bas | 143 |
| 10 | Maarten Nijland     | Pays-Bas | 117 |